# Želiezovce
Želiezovce (în germană Zelis, în maghiară Zseliz) este un oraș din Slovacia cu 7.675 locuitori.

## Demografie
| An:                | 1994 | 2004   | 2014   | 2024   |
| ------------------ | ---- | ------ | ------ | ------ |
| Număr de persoane: | 7602 | 7522   | 7056   | 6558   |
| Diferență:         |      | −1,05% | −6,19% | −7,05% |

| An:                | 2023 | 2024   |
| ------------------ | ---- | ------ |
| Număr de persoane: | 6588 | 6558   |
| Diferență:         |      | −0,45% |